# Суданские реформатские пресвитерианские церкви
Суданские реформатские пресвитерианские церкви (англ. Sudanese Reformed Presbyterian Churches, SRPC) — христианская деноминация в Африке.
Церкви представляют собой единую организацию протестантских церквей в Судане.

## История
Суданские реформатские церкви были основаны в Хартуме в 1992 году, формально организованы в Хартуме 31 октября 2005 года на встрече руководителей входящих религиозных организаций — был сформирован комитет для обеспечения руководства до проведения первого синода. В 2005 году в организации было всего 500 членов. До момента проведения организацией своего первого синода, она управлялась комитетом, состоящим из пяти членов. Первая Генеральная ассамблея прошла в Хартуме в 2009 году, вторая Генеральная ассамблея состоялась в Джубе в 2011 году, а третья — в мае 2013 года в Малакале.

## Доктрина
Церкви исповедуют Священное Писание (Ветхий Завет и Новый Завет), придерживается Апостольского символа веры, Никейского символа веры, Афанасьевского символа веры, Гейдельбергского катехизиса, Бельгийского исповедания и Дортских канонов.

## Состав
Организация имеет десять общин в районах Судана, 12 рукоположенных пасторов и 17 евангелистов, всего около 2000 членов. 80% церквей расположены в Южном Судане, а 20% — в Судане. Деноминация является межкультурной церковью. Среди церквей есть четыре общины в Хартуме (Суданская реформатская пресвитерианская церковь Дар-эль-Салам, Суданская реформатская пресвитерианская церковь Абуджи, Суданская реформатская пресвитерианская церковь Соба, Суданская реформатская пресвитерианская церковь в Хартуме), четыре общины в Джубе, Южный Судан (суданская реформатская пресвитерианская церковь Катора, Суданская реформатская пресвитерианская церковь Мунуки, Суданская реформатская пресвитерианская церковь Лологу, Суданская реформатская пресвитерианская церковь Хай Малакаль), а также церкви в Ренке и Малакале, Южный Судан.

## Межцерковные связи
Организация — член Всемирного реформатского братства, имеет сестринские отношения церкви с реформатскими церквями Южной Африки, также является членом Всемирного сообщества реформатских церквей.

## Внешние ссылки
- The Origin and Growth of the Sudan Reformed Churches from 1992- 2017: Amid Civil War, Corruption, Oppression, Total Devastation, Hunger … and Hope
- 2022 Mid-year Annual Report Sudanese Reformed Church